# Curt Rüger

Curt Rüger: Selbstporträt

Paul Curt Rüger (* 17. März 1867 in Leipzig; † 29. März 1930 ebd.) war ein deutscher Maler und Grafiker.

## Leben
Er war der Sohn des Leipziger Kaufmanns und Bankiers Paul Otto Rüger (1823–1885) und dessen Gattin Caroline Laura, geborene Leonhard (1826–1913). Ersten Zeichenunterricht erhielt er bei Fedor Flinzer und dem Tiermaler Heinrich Leutemann. Nach Abschluss seiner höheren Schulbildung studierte er von 1884 bis 1888 an der Kunstakademie Dresden. Er war Schüler von Leon Pohle und Julius Scholtz, bei dem er das Sehen der Natur in Licht und Farben, die Wiedergabe menschlicher Bewegung und die anschauliche Darstellung von Körper und Raum erlernte.
Noch ganz unter dem Einfluss seiner Lehrer stehend, begann er zunächst als Porträtmaler im realistischen Stil. Für seine Werke, etwa Mignon oder Gretchen in der Walpurgisnacht erntete er viel Anerkennung und Lob der Kritik.
Bei seinen Porträts gelang es ihm, den unbewussten Reiz, den ein Menschenantlitz in physischer und psychischer Art ausübt, wiederzugeben.
Rüger verlegte 1891 seinen Wohnsitz nach München und übersiedelte in den Sommermonaten nach Buch am Ammersee. Hier geriet er zunehmend unter den Einfluss des Impressionismus und widmete sich verstärkt der Genre- und Landschaftsmalerei unter Verwendung eines lockeren Pinselstrichs und heller Pastellfarben. Dabei suchte er zarteste Lichtwerte eines Innenraums zu erfassen und bediente sich der Wirkung von Licht und Schatten als Ausdrucksmittel.
Rüger war in der bayerischen Künstlerszene sehr bekannt. In vielen Kunstvereinen war er ein aktives Mitglied und seine Zeichnungen und Gemälde wurden regelmäßig auf den großen Kunstausstellungen präsentiert.
Rüger wurde im Erbbegräbnis der Familie Rüger in der VIII. Abteilung (Nr. 39) des Neuen Johannisfriedhofs in Leipzig beerdigt.

## Kritiken
„Die künstlerische Individualität, die sich in Rügers Arbeiten ausspricht, hat etwas Weiches, Träumerisches, manchmal schüchtern Zurückhaltendes, so daß man ihm vielleicht vorwerfen könnte, daß er zuweilen zu ängstlich sei und für die Erreichung seiner Wirkungen eines zu großen Aufwandes von Mitteln bedürfe. Für einige Bilder muß dieser Einwand bestehen bleiben, da scheint dem Künstler mitten in der Arbeit die Kraft des Gestaltens zu versagen. Dieser Mangel, den Rügers letzte Arbeiten nicht mehr aufweisen, ist aber eine Folge des Reichtums der Farbempfindung und des Bestrebens, auch die feinsten Empfindungen des Seelenlebens im Bilde aufzufangen. Darum fehlt seinen Bildern auch der Zug des Imposanten, das sofort gefangen nimmt, häufig aber bei längerem Betrachten nicht stand hält. Seine Kunst ist subtil, sie redet eine gedämpfte, halblaute Sprache, sie ist nicht äußerlich dekorativ, ihr Schwerpunkt liegt ganz im Seelischen. Da ist es besonders das träumerische in sich Versunken sein, das Rüger am besten gelingt, und das vor allem seinen Frauenporträts einen so bestrickenden Reiz verleiht. Mit welcher unmittelbaren Frische er einen Moment geistiger Spannung fixieren kann, läßt sein Selbstporträt erkennen, auf dem wir den Maler mitten in der Arbeit sehen. Die Arme in die Seiten gestemmt, betrachtet er, von der Staffelei zurückgetreten, die Arbeit mit prüfendem Blick, ganz erfüllt vom Hochgefühl des Schaffens.“

„Den Münchner Curt Rüger haben die Mitglieder des Kunstvereins ebenfalls schon im vergangenen Jahr kennen gelernt. Schon damals ist an dieser Stelle sein starkes Gefühl für die farbige Harmonie im Bilde hervorgehoben worden. Eine Farbe läßt er stets im Grundton dominieren, und die übrigen ordnet er der angeschlagenen Tonart unter. Es sind wenige Maler, die so viel Verwandtes mit dem Musiker haben wie Rüger. Vielleicht ist nur noch F. A. v. Kaulbach in dieser Hinsicht mit ihm zu vergleichen. Rügers 'Interieur' ist eine Harmonie auf Weiß, sein auf Schwarz abgestimmtes 'Im Zwielicht' ist eine Farbkomposition voll und rauschend wie eine Symphonie. Aber Rüger ist auch sonst ein interessanter Maler. Alles, was er gibt, ist so echt künstlerisch-nachlässig, aber immer geschmackvoll und vornehm hingeworfen. In der Art wie er mit Lichtern und Reflexfarben arbeitet (...) hat er manches mit dem genialen Curt Melly gemein.“

## Mitgliedschaften
- Ausstellungsverband Münchner Künstler
- Verein Luitpold-Gruppe München
- Reichsverband bildender Künstler Deutschlands

## Ausstellungen (Auswahl)
- 1886 Jahresausstellung im Glaspalast München
- 1889 Internationale Kunstausstellung München
- 1896 Kunstausstellung Glaspalast München: Bildnis
- 1899 Kunstausstellung Glaspalast München: Bildnis des Frl. A. P.
- 1901 Jahresausstellung Kunstverein Leipzig
- 1907 III. Deutsch-nationale Kunstausstellung Düsseldorf
- 1912 Kunstausstellung Glaspalast München: Backfische
- 1918 Kunstausstellung des Aussteller-Verbandes Münchner Künstler, Galerie Max Sinz, Dresden
- 1924 Kunstausstellung Glaspalast München

## Werke (Auswahl)

Selbstbildnis
Nocturno
Salomé
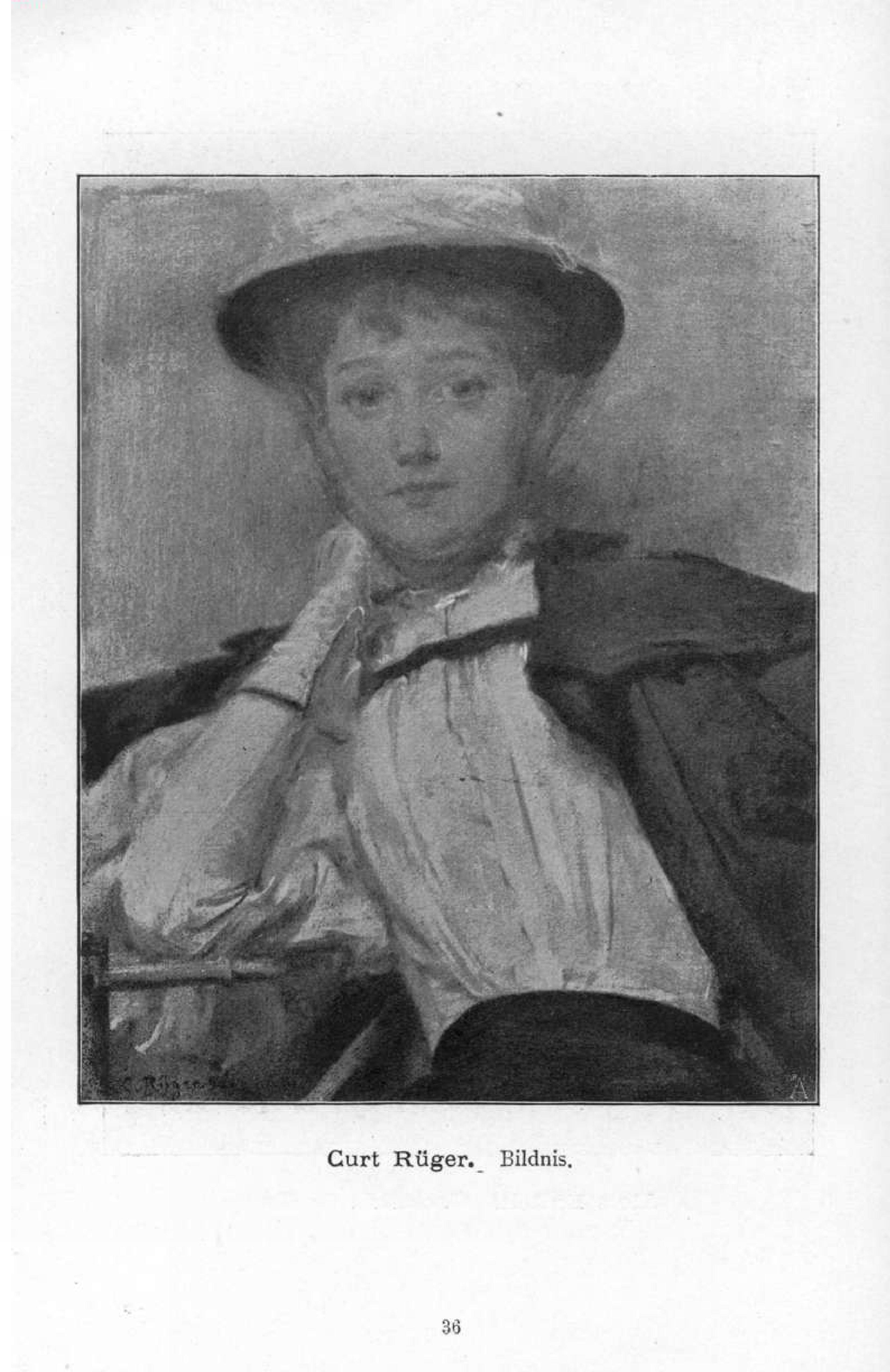
Bildnis
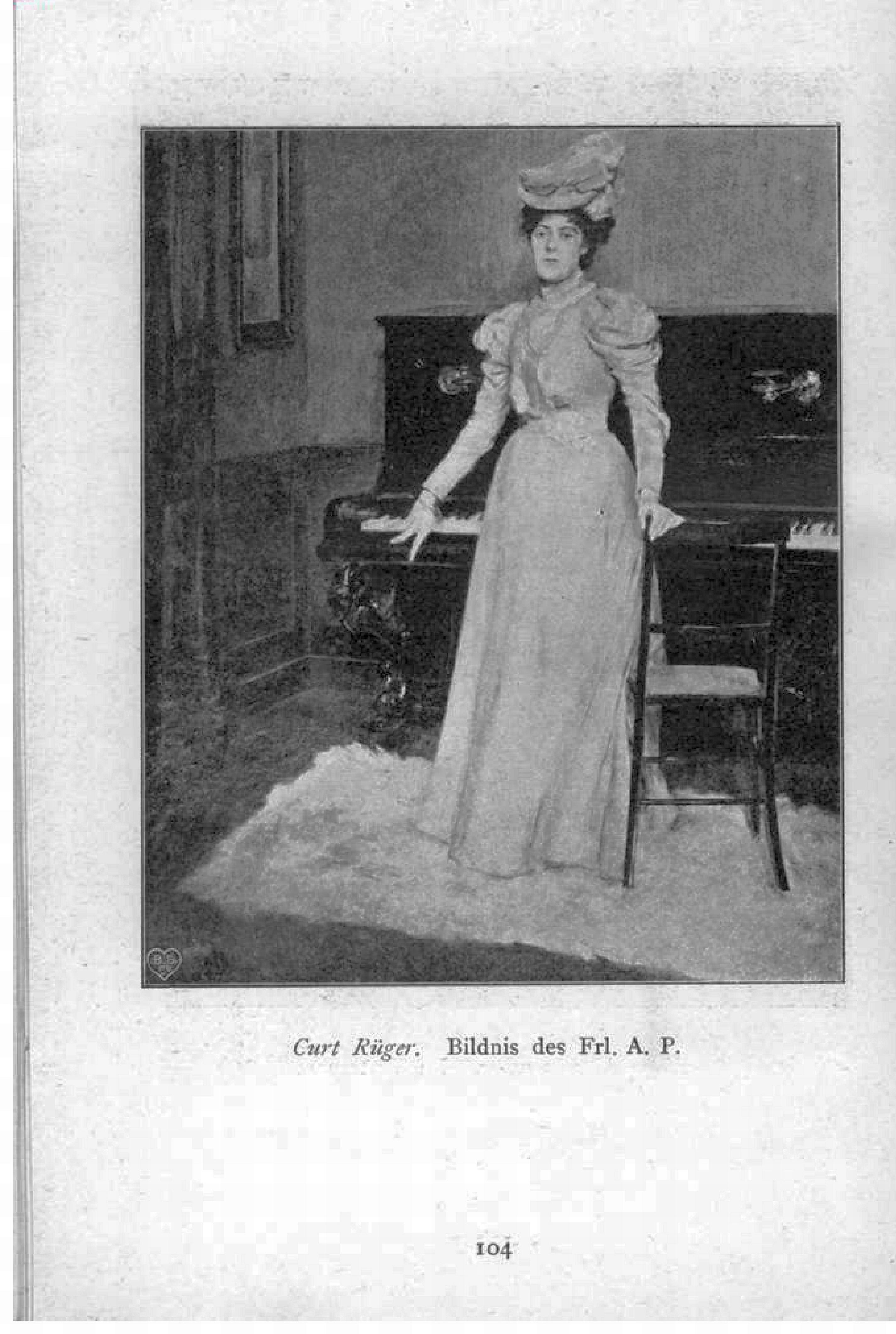
Bildnis des Fräulein A. P.
Porträtstudie Mädchenkopf
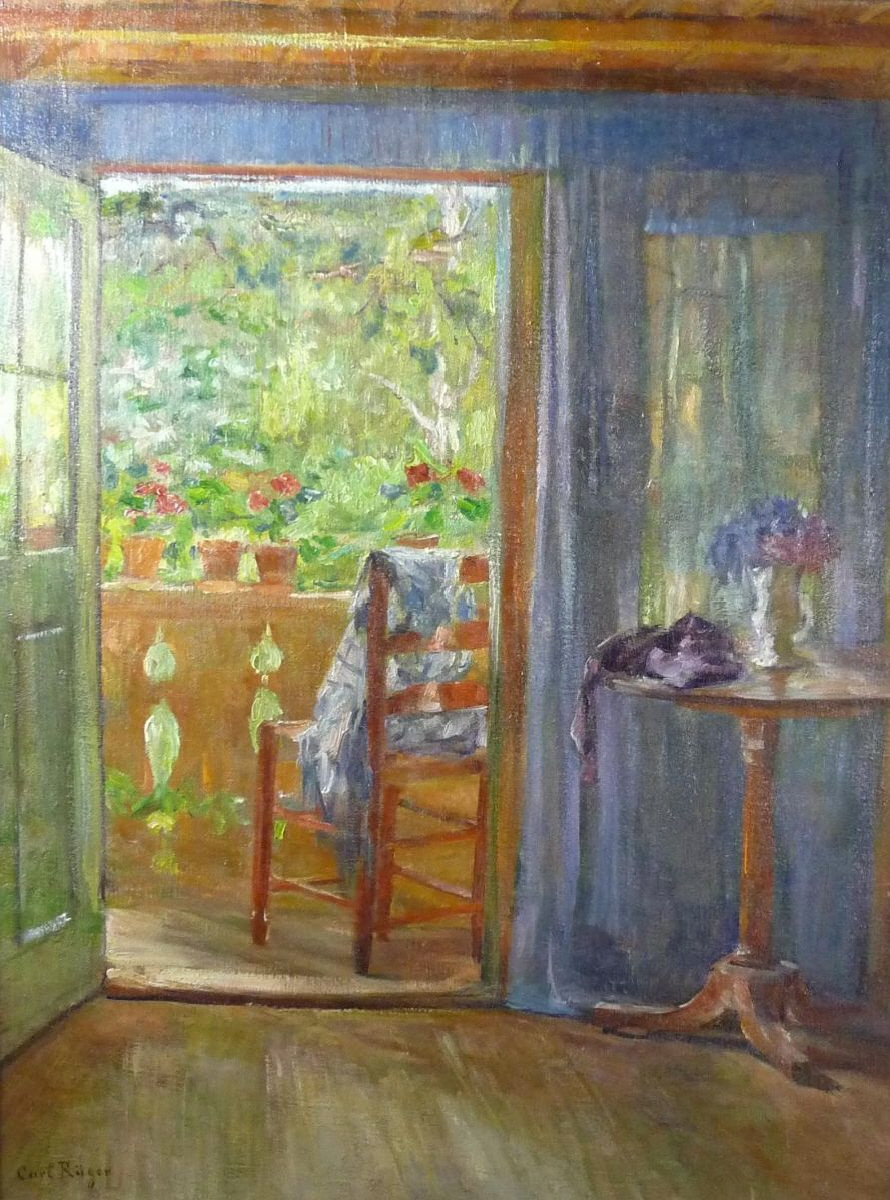
Interieur mit Ausblick auf Balkon im Sonnenlicht
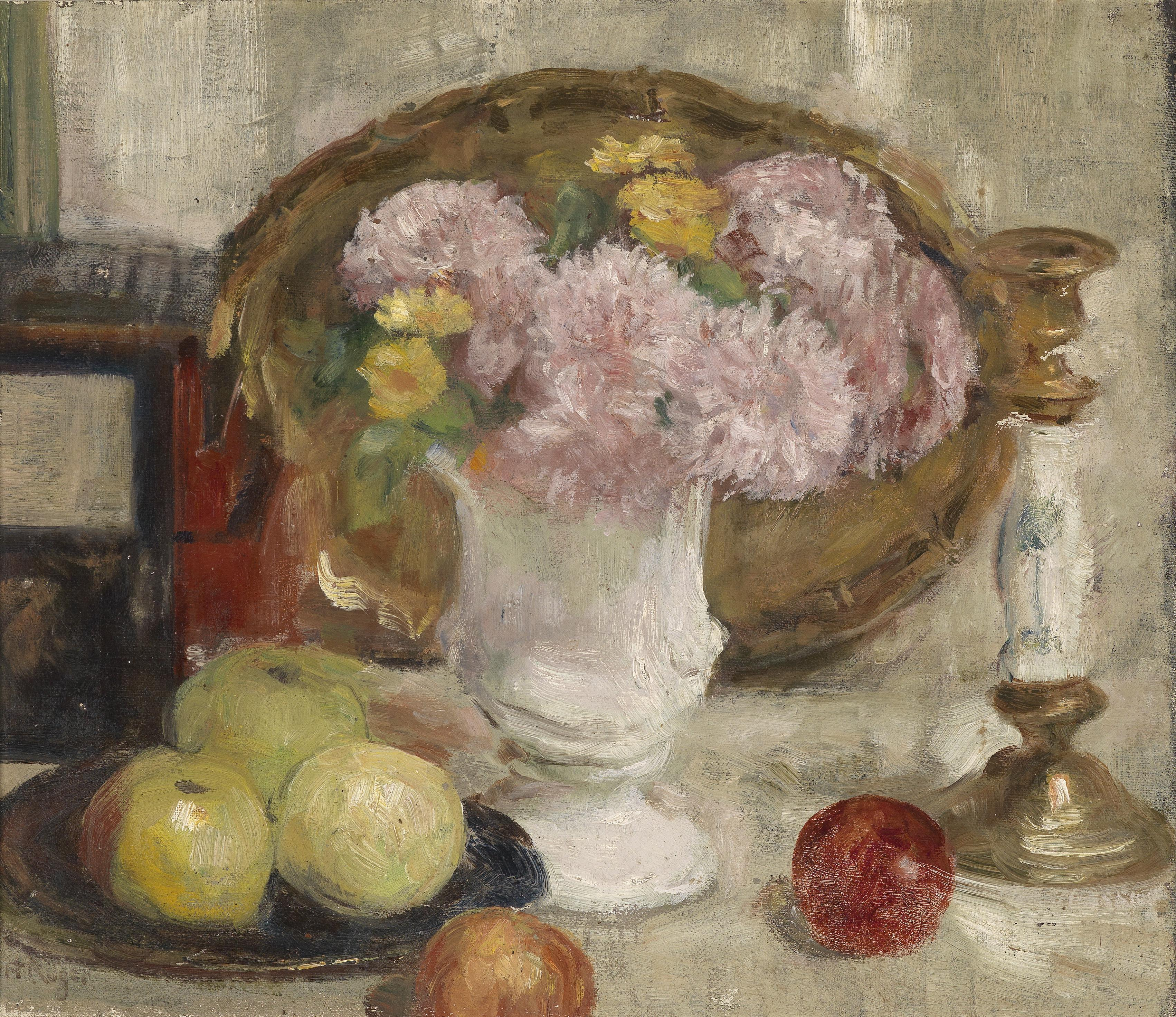
Stillleben mit Blumen und Äpfeln
Im Zwielicht